# 카와하라 이즈미
카와하라 이즈미 (川原 泉, かわはら いずみ, 1960년 9월 24일 출생) 은 일본의 여성 만화가이다. 가고시마현 이부스키시 출신으로, 가고시마시에 거주하고 있다. 가고시마 대학 문학부를 졸업했으며, 전공은 일본사이다.